# Ängel
För andra betydelser, se Ängel (olika betydelser).

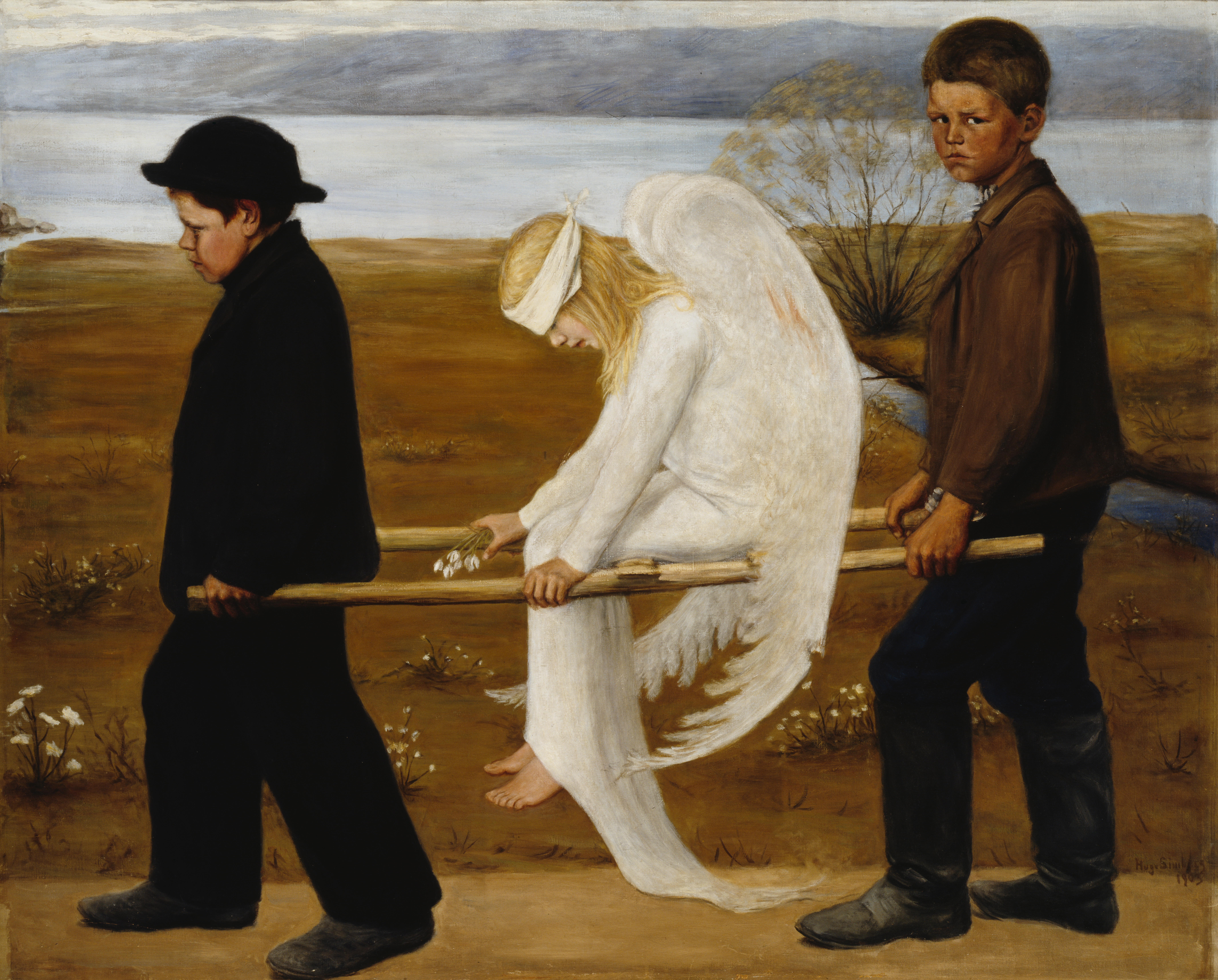
Den sårade ängeln, målning av Hugo Simberg.

En ängel är ett andeväsen, som till största delen förekommer inom de monoteistiska abrahamitiska religionerna judendom, kristendom och islam, och vars uppgift är att tjäna Gud. Oftast förekommer de i de tre religionernas respektive heliga skrifter som budbärare mellan människorna och Gud, men de är även beskrivna som väktare, rådgivare, domare och krigare. Läran om änglar kallas angelologi.
Motsatsen till en ängel inom kristen tradition är en demon, vilka istället för att tjäna Gud, anslutit sig till djävulen. Inom islam finns ett slags andeväsen som kallas djinner. De är varken motsats till änglarna, eller per definition onda. 
Änglarna är Guds budbärare, men deras främsta uppgift är att vara hans rådförsamling. Somliga tror att vi har en skyddsängel som vakar över oss dag som natt. 
Det är också en vanlig tro att man efter döden blir hämtad och ledsagad till himlen av änglar.  
Många forskare är av uppfattningen att idén om änglar och demoner härstammar från zoroastrismen och kom till judarna under den Babylonska fångenskapen från den iranska profeten Zarathustra via det Persiska riket. Vissa texter inom judendomen tyder emellertid på att tanken om änglar kan ha existerat tidigare än så.

## Etymologi
Det svenska ordet ängel härstammar från latinets angelus eller grekiskans ángelos som betyder budbärare. Detta kommer från översättningen av det hebreiska ordet för budbärare: malakh, men änglar beskrivs med flera andra ord i äldre hebreiska till exempel cherubim, elohim (gudar el. gudomliga varelser) och bene elohim (Guds söner).

## Änglar inom zoroastrismen
Inom zoroastrismen brukar Amesha Spentas betraktas som ärkeänglar. De är både en del av högguden Ahura Mazda själv och självständiga varelser. Vissa forskare definierar dem även som Ahura Mazdas "emanationer" och förmedlare av Guds kraft och energi. Till de sex Amesha Spentas hör: Vohu Manah, Asha, Kshathra, Armaiti, Haurvatat och Ameretat. Inom zoroastrismen finns även en form av personliga skyddsänglar som kallas fravashi.

## Änglar inom judendomen
Innan monoteismen fick fäste i Israel fanns tanken om en ängel som kallades Malakh Yahweh (Herrens ängel) eller Malakh Elohim (Guds ängel). Denna ängel sågs som att Gud hade manifesterat sig som en människa och ordet Malakh Yahweh kunde användas på samma sätt som Yahweh (Gud). Flera som sett Malakh Yahweh sade sig även ha sett Gud (1 Mos 32:30, Dom 13:20). Detta kan tolkas som att Malakh Yahweh skulle vara likställbar med treeninghetens andra person, Logos. Dock finns inga tecken på detta i de äldre hebreiska texterna, men det tyder på att tanken på en varelse som man kan identifiera med Gud men som även är separerad från honom har existerat inom tidig judendom.
I den tidigaste litteraturen är Malakh Yahweh eller Elohim praktiskt taget den enda ängeln som omtalas. Däremot finns texter som pratar om andra övernaturliga varelser som är underställda Gud, såsom keruber som vaktar Edens lustgård.
Och han drev ut mannen och ersatte öster om Edens lustgård keruberna tillsammans med det flammande svärdets lågor att bevaka vägen till livets träd. (1 Mos 3:24)
Senare, när monoteismen blivit mer sträng, omtalas änglar på flera platser i de judiska skrifterna: som när Abraham ser tre män närma sig, vilka senare visade sig vara budbärare eller när Jakob ser en stege som sträckte sig från jorden till himmelen där Guds änglar steg upp och ner på den. I Bibelboken Hesekiels kapitel 9 berättar han hur han i en syn ser hur sju änglar verkställer Guds dom över Jerusalem. Änglar beskrivs för det mesta i Gamla testamentet som män, oftast mycket vackra. Inga av de tidiga änglarna har vingar, men senare beskrivs bevingade änglar i mer poetisk mening, till exempel i Jesaja där han beskriver serafer med sex vingar. Varje par hade sin funktion: med ett par täckte de sina ansikten, med det andra sina fötter och med det tredje flög de.

## Änglar inom kristendomen

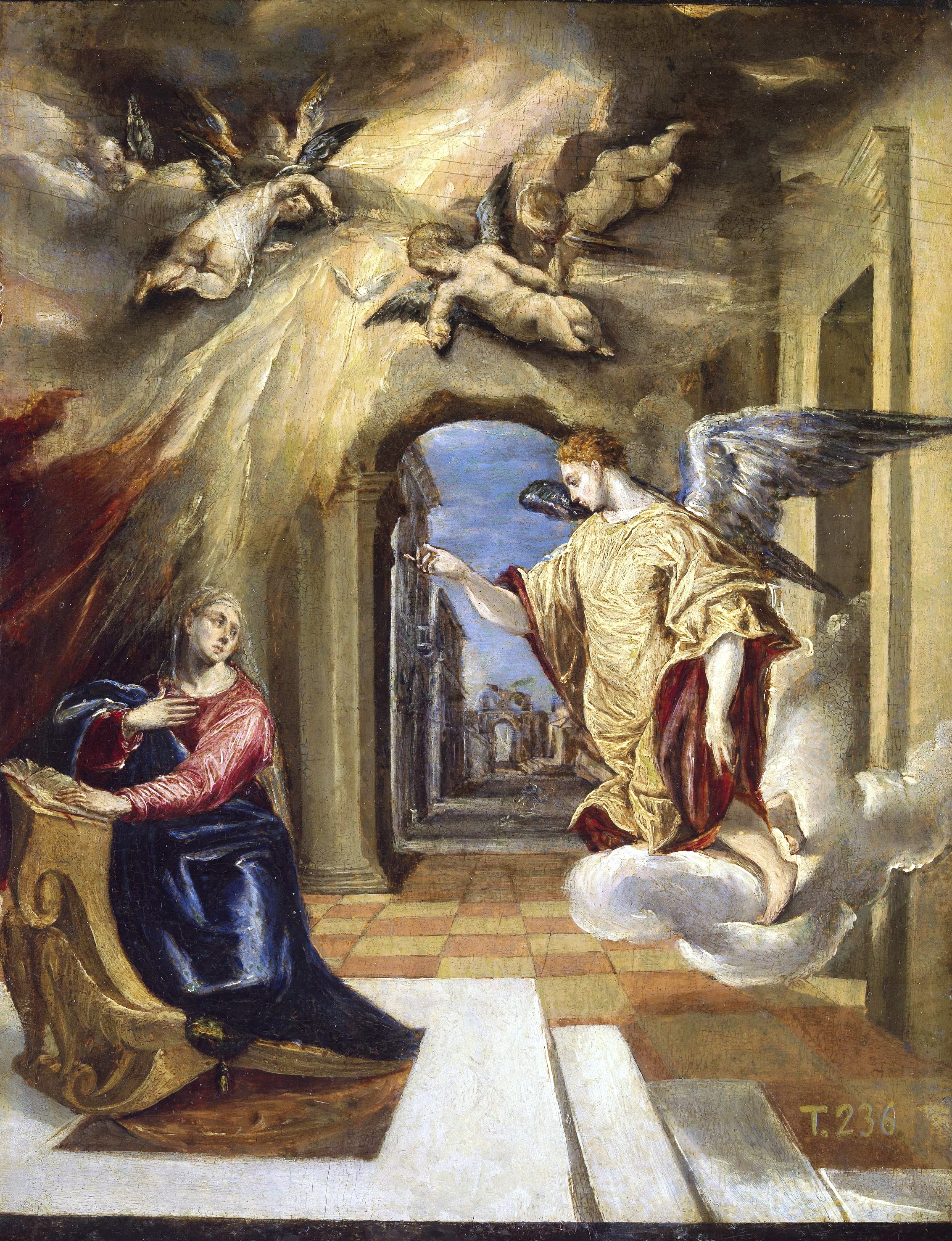
Maria bebådelse

I Nya testamentet uppenbarar änglar sig ofta som Guds sändebud eller bärare av uppenbarelser. Det finns inte så mycket intresse för hierarkin bland änglarna i Nya testamentet, men däremot skiljer man på goda änglar, såsom Gabriel, och Mikael, och onda änglar, som Satan (även kallad Beelzebub, Lucifer ett namn som härstammar från Vulgatas översättning av Jes 14:12-15 etc.) och Fursten över Persiens rike [Dan 10:12-14], se även Ef 6:12 och Upp 12 etc. 
Ärkeängeln Gabriel är traditionellt sett den ängel som uppenbarar sig för jungfru Maria och berättar att hon ska föda Messias och flera andra änglar ska ha uppenbarat sig runt Jesu födsel. Två änglar klädda i skinande vita kläder uppenbarar sig även runt Jesu död för att berätta för Maria och Maria Magdalena att Jesus har återuppstått.
Änglar förekommer rikligt i Uppenbarelseboken där de är de varelser som verkställer Guds dom över världen på yttersta dagen. Till exempel är det sju änglar som blåser i sina basuner efter att de sju sigillen brutits, och därmed börjar jordens undergång.
I Nya testamentet beskrivs änglar som människoliknande, även om många teologer argumenterar att de inte har någon fysisk kropp, men däremot kan de inkarneras som människa. Serafer beskrivs, liksom i Gamla testamentet, med sex vingar. Vingprydda änglar började inte förekomma förrän på 300-talet efter Kristus, då förmodligen för att förklara änglarnas förmåga att färdas mellan himmel och jord. Tron på skyddsänglar är utbredd inom de olika kristna samfunden, men det finns ingen enhetlig uppfattning om dem.
Se även:
- Herrens ängel

### Ärkeänglar
Nya testamentet omtalar bara ärkeänglar två gånger, i Jud 1:9 och 1 Thess 4:16, i Jud 1:9 talar man om ängeln Mikael. Ängeln Gabriel omtalas aldrig som ärkeängel i evangelierna. I senare kristen tradition pratar man däremot om tre ärkeänglar: Mikael, Gabriel och Rafael (ibland anges Uriel som en fjärde).
I ortodoxa kyrkan pratar man däremot om sju ärkeänglar där man förutom de fyra tidigare nämnda inkluderar änglarna Selafiel, Jegudiel och Barakiel. Vissa protestantiska kristna anser att endast Mikael är en ärkeängel då det endast är han som omnämns som sådan i Nya testamentet.
Ärkeänglarna har i den kristna hierarkin över änglar (se nedan) placerats som den näst sista i rangordning, vilket inte överensstämmer med den betydelse de omnämnda ärkeänglarna har i Bibeln. Därför har man argumenterat att ärkeänglar inte är en separat ordning utan antingen keruber eller serafer, vilka är de änglaordningar som står Gud närmast. Därmed kan man säga att ärkeänglarna egentligen tillhör den första hierarkin.

### Änglarnas hierarki
På 400-talet började uppfattningen om en hierarki bland änglarna att uppstå. Traditionellt finns det tre olika hierarkier med tre sorters änglar i varje hierarki, med detta blir det nio olika sorters änglar. Man kallar ofta de olika hierarkierna för sfärer eller körer. Beteckningarana härrör från antika grekiska kosmologin med uttryck som "sfärernas harmoni" och den mycket viktiga roll änglarna tilldelades i den medeltida uppfattningen om universums byggnad. Änglarna hade att hålla ordning på dynamiken i det kosmos, som Gud hade skapat. Var och en av Aristoteles 55 kristallsfärer hade en ängel som puffade på och passade tiden. Denna indelning handlar alltså inte om vilken värdering de olika änglarna har, utan vilken uppgift de har. Ärkeänglarna är sju till antalet, och resten av sfärerna är:
- Första hierarkin - den högsta:
  - Serafer
  - Keruber
  - Troner (alt Ofanimer).
- Andra hierarkin:
  - Herravälden
  - Krafter
  - Furstendömen.
- Tredje hierarkin:
  - Makter
  - Ärkeänglar
  - Vanliga änglar.

### Föreställningen om att människor blir änglar när de dör
Vanligt är att man berättar för barn att en person eller ett husdjur har blivit en ängel i himmelen. Detta kommer sannolikt från Lukasevangeliet 20:36
Nu fanns det sju bröder. Den förste gifte sig och dog barnlös. (30) Den andre (31) och den tredje gifte sig med änkan, likaså de återstående, och alla sju dog utan att lämna barn efter sig. (32) Slutligen dog också kvinnan. (33) Hur blir det med henne vid uppståndelsen, vems hustru blir hon? Alla sju hade ju haft henne som hustru.” (34) Jesus svarade: ”Denna världens människor gifter sig och blir bortgifta, (35) men de som befinns värdiga att komma till den andra världen och uppstå från de döda, de gifter sig inte och blir inte bortgifta. (36) De kan ju inte mera dö, de är som änglar, och de är Guds söner, eftersom de har fått uppstå.

## Änglar inom islam
Tron på änglar är central inom islam och den börjar med hur Koranen dikterades för Muhammed av Jibril (Ärkeängeln Gabriel). Änglar är inom islam välvilliga varelser, skapade av ljus, som inte har någon fri vilja utan endast existerar för att dyrka och tjäna Gud (Allah) och vara hans sändebud. Man betonar även att änglar är könlösa. Bland deras uppgifter finns att skriva ner alla människors handlingar, ge varje nyfött barn en själ och ta själen vid en persons död. De beskrivs som mycket vackra och har olika antal vingar. De kan ta mänsklig form, men bara till utseendet.
Änglar är inkapabla att synda, därför är islams djävul, Iblis, inte en fallen ängel då han har en fri vilja och därför kan begå synd. Han är istället en varelse som gud skapat av eld, en så kallad demon djinn.
Islam har inga särskilda indelningar av änglar i hierarkier som hos medeltida kristna teologer. De flesta islamologer är ense om att det inte är något viktigt ämne inom islam, särskilt eftersom det inte nämns något om en rangordning av änglar i grupper i vare sig Koranen eller Bibeln. Däremot existerar en hierarki mellan enskilda änglar beroende på de uppdrag de fått av Gud.

### Ärkeänglar
Även om man inte tro på någon särskild rangordning bland änglar tror man inom islam på att det finns enskilda änglar som står Gud närmare än andra änglar och dessa är de som nämns oftast i Koranen (till exempel Gabriel och Mikael). Dessa räknas som ärkeänglar. Som muslim ska man erkänna fyra änglar som ärkeänglar:
- Djibr'il (Gabriel) - Han var ängeln som dikterade Koranen åt profeten Muhammed och den som kommunicerar med alla de profeter som muslimer accepterar som sanna.
- Izra'il (Azrael) - Dödsängeln som tillsammans med sina medhjälpare är den som ska skilja själen från kroppen när en person dör.
- Mika'il (Mikael) - Den ängel som belönar människor för sina goda gärningar, men även den som medför åska och blixtar över världen.
- Israfil (Rafael) - Den ängel som ska signalera början av Domedagen (Yaum al-Qiyamah) genom att blåsa i en trumpet.

## Änglar inom Bahá'í
Ordet "änglar" används i bildlig mening i några sammanhang i bahá'í-tron och ska tolkas symboliskt vid läsning av andra religioners heliga skrifter. Bahá'íer fäster ingen större vikt vid dem.  Bahá'u'lláh (1817 - 1892)  – bahá'í-trons grundare – namnger en andlig kraft, identisk med den skapande, igångsättande kraft som utgår från Gud, och som verkar väsensskild från Gud, men som egentligen bara är ett uttryck för Guds gränslösa kraft i verksamhet, bahá'í-trons överhuvud. Den omnämns i Bibelns första kapitel "i begynnelsen" som svävade över vattnet på en tom och öde jord. ("Guds Ande" i 1917 års bibelöversättning, "gudsvind" i Bibel 2000, "Guds verksamma kraft" i den svenska översättningen av Jehovas vittnens bibel – Genesis 1: 1-2). I Bahá'u'lláhs skrifter ikläs Guds Ande en kvinnlig andlig form när Gud påbjud Bahá'u'lláh att bli Guds budbärare och benämns Himmelens Mö eller "Himmelens Jungfru" ("Maiden of Heaven" på engelska i Shoghi Effendis översättning).
| ” | It was on that occasion that the “Most Great Spirit,” as designated by Bahá’u’lláh Himself, revealed itself to Him, in the form of a “Maiden,” and bade Him “lift up” His “voice between earth and heaven”—that same Spirit which, in the Zoroastrian, the Mosaic, the Christian, and Muḥammadan Dispensations, had been respectively symbolized by the “Sacred Fire,” the “Burning Bush,” the “Dove,” and the “Angel Gabriel.. | „ |

Enligt bahá'í-tron är det alltså Gud själv eller "The Most Great Spirit" som uppenbarar sig i en andlig form som den människa Gud kommunicerar med kan förstå eller åtlyder/respekterar. "Maiden of Heaven" är identiskt med uppenbarelsen, som ju en religionsgrundare oftast har. Shoghi Effendi jämför de dramatiska omständigheter, omnämnda i citatet ovan, under vilka Bahá'u'lláh fick sin kallelse i fängelsehålan Síyáh-Chál hösten 1852 utanför Teheran hösten 1852. Effendi jämför Bahá'u'lláhs upplevelse av gudomlig uppenbarelse med:
1. Den brinnande busken som Mose stötte på i vildmarken (Mose såg ett starkt ljussken från "någonting" som gav intrycket att törnbuskarna en bit framför honom stod i icke-förtärande brand genom en ängels försorg. Rösten som presenterade sig från elden var Guds...) (2 Mos. 3)
2. Zarathustras successiva visioner, ofta i helig eld, om världen måste omfatta det goda eller "asha", den rätta ordningen och tron på en enda gud.
3. Guds ande som i form av en duva sänkte sig över Jesus efter att denne blivit döpt av Johannes Döparen  (Mark 1:10; Joh 1:32)
4. Profeten Muhammeds vision av Ärkeängeln Gabriel och den himmelska koranen i grottan i berget Hira.
5. Bábs dröm om hur Imam Husayns blod vidrörde och helgade Bábs läppar.

Att Gud har ett behov av att förnya eller förbättra det andliga tillståndet hos mänskligheten är inte någon ny tanke, och inte heller uppfattningen att endast en profet / manifestation / inkarnation (beroende på vilken kultur/trosuppfattning och tidsepok det handlar om). Det är en mycket gammal tro att vid rätt tidpunkt erfar en utvald denna vision av Guds Ande. Guds vilja förmedlas till profeten som kan predika ordet, nedteckna det, leva ett heligt liv för människor att ta efter – eller göra alla dessa saker under sin aktiva tid som Guds budbärare.
I vissa texter kallar Bahá'u'lláh "Guds gunstlingar" för änglar, men det kan vara ett symboliskt sätt att beskriva vissa goda människors själar, som befinner sig i Guds närhet i Abhá-riket (himlen). Detta skulle kunna vara själarna efter gudsmanifestationerna, dvs de personer som brukar benämnas profeter i andra religioner, men som dessutom har framfört ett så omfattande budskap från Gud till människorna i den tid de levat att de grundat världsreligioner. Bahá'u'lláh accepterade sanningen i tidigare uppenbarelser, och följaktligen existerar änglar som nämns i t.ex. Bibeln och Koranen, men som nämnts tolkar han dem symboliskt. I sina tidiga, förklarande texter skrev dock Bahá'u'lláh: "Jag är endast en Guds tjänare som har trott på Honom och Hans tecken och på Hans Profeter och Hans änglar", vilket innebär att han inledningsvis kan ha tolkat änglar mer bokstavligt.  Han har också skrivit att ett sällskap av utvalda änglar följer dem som lämnat sina hem och länder för att undervisa om "Vår sak", dvs om bahá'í-tron., 

## Namngivna änglar
- Vohu Manah
- Asha
- Kshathra
- Armaiti
- Haurvatat
- Ameretat
- Gabriel
- Mikael
- Rafael
- Uriel
- Azrael
- Metatron
- Lucifer
- Nakir och Munkar
- Malik
- Jere
- Castiell